# 234 (tal)
234 är det naturliga talet som följer 233 och som följs av 235.

## Inom matematiken
- 234 är ett jämnt tal
- 234 är ett Harshadtal
- 234 är ett Praktiskt tal.

## Inom vetenskapen
- 234 Barbara, en asteroid.